# Cassiinae
Cassiinae, podtribus mahunarki smješten u tribus Cassieae, dio potporodice Caesalpinioideae. Postoje 3 priznata roda

## Rodovi
1. Cassia L.,  (32 spp.)
2. Chamaecrista (L.) Moench, (379 spp.)
3. Senna Mill., (290 spp.)

## Vanjske poveznice
- Separation of the genera in the subtribe Cassiinae (Leguminosae: Caesalpinioidae) using molecular markers